# Ida Schöffling

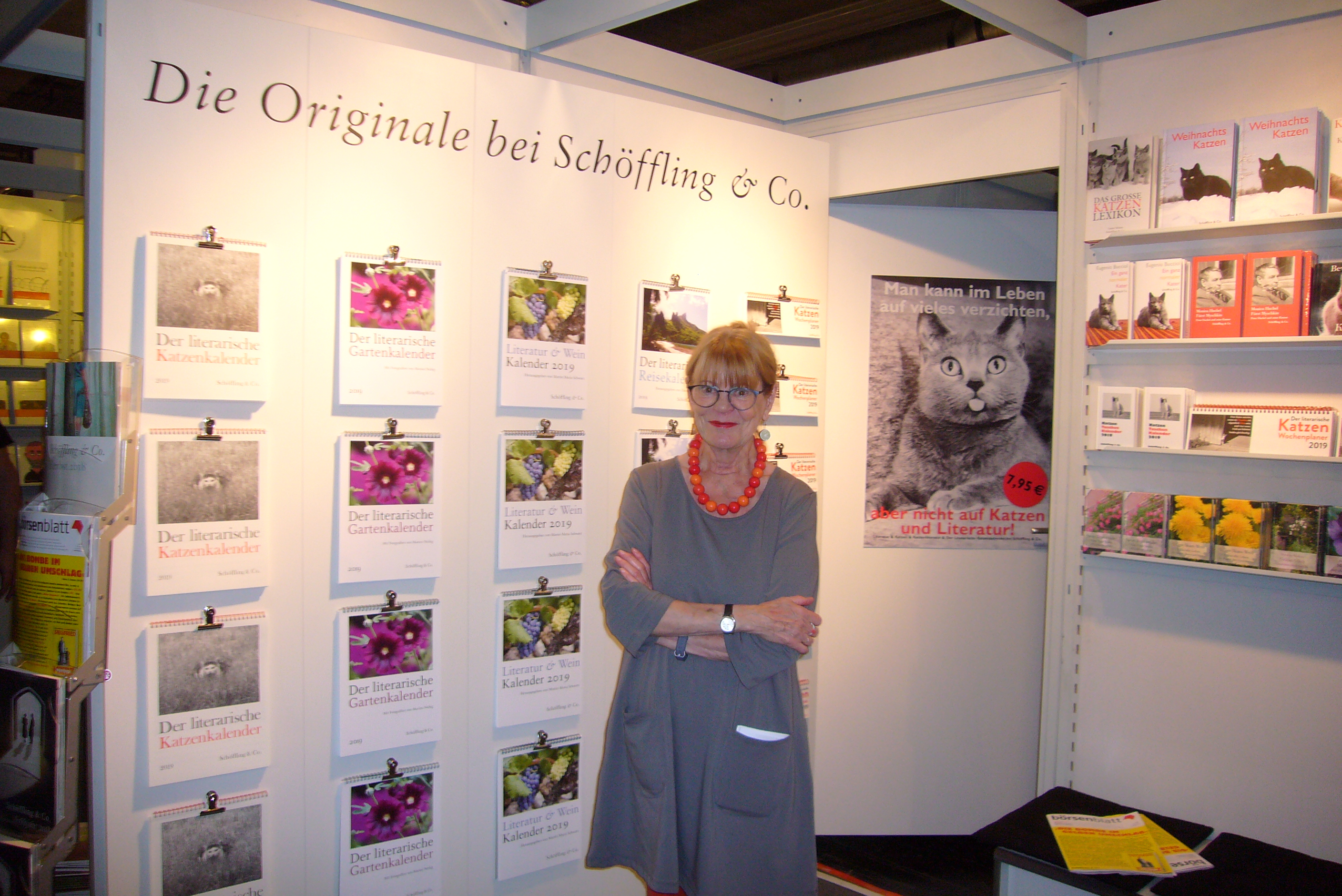
Ida Schöffling (2018)

Ida Schöffling (* 19. August 1947 in Celle; † 30. Juli 2025) war eine deutsche Lektorin und Verlegerin.

## Leben
Ida Schöffling lernte Buchhändlerin und wurde später Lektorin und Herausgeberin. Sie arbeitete beim Luchterhand Literaturverlag und beim S. Fischer Verlag.
1987 gründete sie mit ihrem Mann Klaus Schöffling die Frankfurter Verlagsanstalt. Im November 1993 gründeten Klaus und Ida Schöffling die Schöffling & Co. Verlagsbuchhandlung GmbH, an der die Frankfurter Autorin Eva Demski bis 2004 als Mitgesellschafterin beteiligt war. Außer den Autoren, die man von der Frankfurter Verlagsanstalt übernahm, veröffentlichte der Verlag in den folgenden Jahren u. a. Werke von Mirko Bonné, Franziska Gerstenberg, Gert Loschütz, Klaus Modick, Markus Orths, Ulrike Almut Sandig, Silke Scheuermann, Jochen Schimmang und Juli Zeh sowie Übersetzungen internationaler Autoren wie Jami Attenberg, Amy Waldman und Joshua Cohen.
Ida Schöffling war im Verlag als Lektorin tätig. Unter dem Pseudonym Julia Bachstein gab sie seit 1996 den Literarischen Katzenkalender heraus. Der Kalender stellte das ökonomische Fundament des Verlages dar. Später kamen weitere Kalender wie Der literarische Gartenkalender hinzu.
2018 schieden Ida und Klaus Schöffling aus der aktiven Verlagsleitung aus. Am 1. Januar 2022 übernahm der Kampa Verlag den Verlag Schöffling & Co. Ida Schöffling starb am 30. Juli 2025.

## Publikationen
- Ida Schöffling: Katherine Mansfield: Leben und Werk in Texten und Bildern. Insel Taschenbuch 1996, ISBN 978-3-458-33387-6.

Als Julia Bachstein:
- Weihnachtskatzen. Schöffling & Co. 2012, ISBN 978-3-89561-959-5.
- Die Teegesellschaft der Katzen: Vierundzwanzig weihnachtliche Katzengeschichten. Schöffling & Co. 2015.
- Katzenleben: Neueste Katzengeschichten aus aller Welt. Schöffling & Co. 2017, ISBN 978-3-89561-946-5.

- Der literarische Katzenkalender. Ab 1996[7]
- Der literarische Gartenkalender. Ab 2006
- Der literarische Katzen Taschenkalender. Ab 2011[7]
- Der literarische Katzen Wochenplaner. Ab 2019[7]